# Hortensia Papadat-Bengescu
Hortensia Papadat-Bengescu (Ivesti, 8 dicembre 1876 – Bucarest, 5 marzo 1955) è stata una scrittrice romena.
La sua opera maggiore è una tetralogia composta da Fecioarele despletite ("Le vergini scarmigliate", 1926), Concert de muzică de Bach ("Concerto di Bach", 1927), Drumul ascuns ("La strada nascosta, 1933) e Rădăcini ("Radici", 2 voll., 1938), un ciclo di novelle che descrive la decadenza morale di una famiglia borghese.

## Biografia
Nata dal generale Dimitrie Bengescu e da Zoe Stefanescu, studiò all'istituto femminile "Bolintineanu" di Bucarest.
A 36 anni pubblicò la sua prima opera sulla rivista letteraria francese con sede a Bucarest La Politique con lo pseudonimo di "Loys". Nel 1919 fu membro fondatore del circolo "Sburătorul", guidato da Eugen Lovinescu.
Nel 1913 iniziò a collaborare con la rivista Viata Româneasca e nel 1926 pubblicò la sua prima grande opera dal titolo Fecioarele despletite.
Si dedicò al romanzo psicologico e introspettivo. Pur non definendosi femminista, dedicò particolare attenzione ai temi femminili.
Nel 1923 divenne membro della Società degli autori drammatici rumeni, e nel 1933 si stabilì definitivamente a Bucarest, dove morì nel 1955 per motivi di salute.

## Vita privata
All'età di 20 anni sposò il magistrato Nicolae Papadat, da cui ebbe 5 figli.

## Premi e riconoscimenti
- Gran Premio Nazionale della Società degli scrittori romeni (1936)
- Premio nazionale per la prosa (1946)[3]

## Opere
- Ape adânci ("Acque fonde", 1919)
- Bătrânul ("Il vecchio", 1920)
- Sfinxul ("La sfinge", 1920)
- Femeia in faţa oglinzii ("La donna davanti allo specchio", 1921)
- Fecioarele despletite ("Le vergini scarmigliate", 1926)
- Concert de muzică de Bach ("Concerto di Bach", 1927)
- Drumul ascuns ("La strada nascosta, 1933)
- Logodnicul ("Il fidanzato", 1935)
- Rădăcini ("Radici", 2 voll., 1938)